# مارغو حداد
مارغو حداد (26 فبراير 1988م)، مخرجة وكاتبة وممثلة أردنية.

## حياتها
حصلت على بكالوريوس في الفنون الجميلة (دراما) من جامعة اليرموك وماجستير تخصص إعلام دراسات المرأة من الجامعة الاردنية  ودكتوراة في فلسفة النقد من أكاديمية الفنون في جمهورية مصر العربية.
بدأت مسيرتها الفنية عام 1999 حين شاركت في فيلم (الحياة أولاً)، توالت بعد ذاك أعمالها التلفزيونية فشاركت في مسلسل الطريق الوعر عام 2005. من أبرز أعمالها (توم الغرة، بلقيس، وضحا وابن عجلان).
قدمت الكثير من الأعمال العربية المهمة مع أهم المخرجين منهم حاتم علي ومحمد عزيزية وباسل الخطيب وشوقي الماجري.
صدر كتاب لها يُعد الأول من نوعة في الوطن العربي، بعنوان «صورة المرأة والرجل في الفيديو كليب»، كتاب يذهب بعيدا في تتبع الأبعاد الجندرية المتكاملة في الأغنية العربية والتنبيه إلى مخاطرها خصوصا فيما يتصل بالإصرار على تقديم المرأة العربية في سياق إباحي يختزل جسد المرأة في الجنس وإثارة الشهوات.

## جوائز
- جائزة أفضل ممثلة في مهرجان الشباب.[3]
- جائزة أفضل ممثلة في مهرجان الجامعات.[3]
- درع وجائزة التفوق المسرحي من جامعة اليرموك.[3]
- تكريم رائدات الأعمال العرب - مهرجان المرأة العربية للإبداع [4]
- الدكتوراه الفخرية من جامعة كامبريدج البريطانية.[5]

## أعمالها

### مسلسلات
| - 2017 فيلم بيت ست (قيد التصوير) - إخراج أحمد عقل. - 2017 مسلسل شوق - إخراج محمد لطفي. - 2017 مسلسل اوركيديا - إخراج حاتم علي. - 2017 مسلسل السلطان والشاه - إخراج محمد عزيزية. - 2015 فلم وباء - اخراج محمد الابراهيمي. - 2015 مسلسل مالك ابن الريب - إخراج محمد لطفي. - 2014 مسلسل اخوة الدم - إخراج حسن أبو شعيرة. - 2013 فيلم نافذة السلام - إخراج حمد نجم. - 2013 مسلسل توم الغرة. - 2011 مسلسل دفاتر الطوفان - إخراج احمد دعيبس. - 2011 مسلسل عودة الامل - إخراج محمد لطفي. | - 2011 فيلم (الايادي البيضاء) - إخراج محمد علوان. - 2010 مسلسل العنود إخراج أحمد دعيبس. - 2010 مسلسل بلقيس إخراج باسل الخطيب. - 2008 مسلسل بنت النور إخراج سامر برقاوي. - 2008 مسلسل وضحى وبن عجلان إخراج عزمي مصطفى. - 2008 مسلسل سعدون العواجي - إخراج نذير عواد. - 2006 مسلسل هيك ومش هيك - إخراج اياد الخزوز. - 2006 مسلسل الطريق الوعر إخراج شوقي الماجري. - 2005 مسلسل الطريق إلى كابول إخراج محمد عزيزية. - 2005 مسلسل شهرزاد إخراج شوقي الماجري. - 2005 مسلسل شو هالحكي - إخراج ناجي طعمة. | - 2003 فلم الجوارح - إخراج محمد العوالي. - 2003 مسلسل أحلام مرزوق - إخراج احمد دعيبس. - 2003 مسلسل دروب الحناء - إخراج شعلان الدباس. - 2001 مسلسل أبو يوسف (الجزء الثاني) - إخراج نبيل الشؤملي. - 2000 مسلسل أبو يوسف (الجزء الاول) - إخراج نبيل الشؤملي. - 2000 مسلسل ايام عصيبة - إخراج محمد يوسف العبادي. - 2000 مسلسل طائر الشوك - إخراج عروة زريقات. - 1999 مسلسل دموع القمر - إخراج سالم الكردي. - 1999 مسلسل خيوط في الظلام - إخراج اياد الخزور. - 1998 مسلسل (رجل على الهامش) - اخراج محمد حنيا. - 1997 فلم (الحياة اولاً) - اخراج فيصل الزعبي. |

### إخراج

#### أفلام وثائقية
| - 2014 فيلم UN. - 2013 فلم بانوراما. - 2012 فلم العالم مر من هنا. - 2009 فيلم عمان مدينة الحب. - 2009 فيلم السياحة العلاجية. - 2008 فيلم معركة الكرامة. - 2008 فيلم السلط عاصمة الثقافة. - 2006 فلم هيئة الاوراق المالية. - 2006 فلم عن مدينة إربد. - 2005 فلم الخزنة. - 2005 فلم هيئة التأمين. | - 2005 فلم اتحاد التأمين. - 2005 فلم القرية العالمية. - 2005 فلم دراسات المرأة. - 2005 فلم امانة عمان. - 2005 فلم الانترنت. - 2005 فلم المغطس. - 2004 فام أنا والناس والمكان. - 2004 مشروع حماية الطفل (مخرجة منفذة). - 2003 مشروع حماية الاسرة (مخرجة منفذة). - 2003 فلم التخاصية. - 2003 طقوس مسرحية شعرية. | - 2002 فلم حكاية عمانية – عمان عاصمة الثقافة (مخرجة منفذة). |

#### فيديو كليبات
- 2006 فيديو كليب أغاني أطفال.
- 2003 كليب للمطربة امل شلبي – أنت للقلب (مخرجة منفذة).
- 2003 كليب للمطربة زين عوض – يا دمعي المر (مخرجة منفذة).
- 2002 كليب لعمان نغني – فرقة أطفال.
- 2002 كليب للفنان عمر العبداللآت (مخرجة منفذة).
- 2002 كليب للفنان ياسر فهمي (مخرجة منفذة).
- 2002 كليب للفنان شادي جميل (مخرجة منفذة).

#### دورات خاصة
- دورات في الإعلام وثقافة الصور وصورة المرأة والرجل في الإعلام.
- دورات تدريب في التقديم والإعلام في أمريكا – لوس انجلوس.
- ورشات تعليمية عن الطفل (وزارة الثقافة) حاصلة على درع المهرجان.
- دورة مونتاج Avid دورة على الجهاز.
- التصوير (فوتوغرافي وتلفزيوني) من أرتميس.
- دورات في اللغة الفرنسية في المعهد الثقافي الفرنسي للمشاركة في ورشات تمثيل في إيطاليا، لبنان، تونس، سوريا، بريطانيا وكندا.

### مسرحيات
- 2015 مسرحية وبعدين - إخراج محمد الابراهيمي.
- 2003 طقوس مسرحية شعرية (إخراج جماعي).
- 2002 مسرحية عباءة الدنيا إخراج خالد الطريفي.
- 1999 مسرحية بعد رحيل الشمس، إخراج محمد خيرالرفاعي.
- 1999 مسرحية الخادم الأخرس، إخراج صبا مبارك.
- 1998 مسرحية تأملات الشعر، إخراج جماعي.
- 1998 مسرحية الدائرة، إخراج عزيز خيون.
- 1998 مسرحية جدارة إخراج حكيم حرب.
- 1997 مسرحية بيت العنكبوت، إخراج محمد الجراح.
- 1997 مسرحية الاستاذ، إخراج باسم دلقموني.

### تقديم برامج ومهرجانات ومؤتمرات
- 2015 حماية وحرية الصحفيين - عمان.
- 2015 حفل باناسونيك.
- 2015 مهرجان الفنون في تونس.
- 2015 مؤتمر تركيا: بوابة فلسطين للعالم.
- 2011 مهرجان جرش للثقافة والفنون.
- 2003 برنامج عيون بيروت قناة الاوربت.
- 2002 شبكة راديو وتلفزيون العرب برنامج الو من عمان.
- 2002 قناة برنامج الدين والإيمان في طب الأبدان (مخرج منفذ وعلاقات عامة).
- 2001 مهرجان الأغنية الشعبية الأردنية.
- 2001 حملة موبايلكم الصيفية (ثلاثة أشهر).

## إصدارات
صورة المرأة والرجل في الفيديو كليب.

غلاف الكتاب.

ترنو هذه الدراسة إلى الكشف عن التنميط الجندري للمرأة والرجل، كما يتجلى في«الفيديو كليب». كما تحاول إماطة اللثام عن طبيعة العلاقة بين المرأة والرجل في الحياة، حيث تنعكس صورة تلك العلاقة في مختلف حقول الميديا والفن الثقافة ووسائط الاتصال.
ولا تكتفي هذه الدراسة بإبراز التنميط الجندري في أغاني «الفيديو كليب» وحسب، وإنما تذهب بعيدا في تتبّع الأبعاد الجندرية المتكاملة في الأغنية العربية في شتى الأقطار العربية، من أجل نقد هذه العلاقة غير المتكافئة التي تتعامل مع المرأة والرجل بشكل ينزع عن كليهما الطابع الإنساني الكريم.
وتعد هذه الدراسة الأولى من نوعها التي تتناول، مستفيدة من فتوحات علم الاجتماع، مثل هذا الإشكالية الذي أمضت الباحثة فترة طويلة في رصد ملامحها وتحديد أبعادها، والتنبيه إلى مخاطرها، خصوصا فيما يتصل بالإصرار على تقديم المرأة العربية في سياق إباحي يختزل جسد المرأة، فقط، في الجنس وإثارة الشهوات

## وصلات خارجية
- مارغو حداد على موقع IMDb (الإنجليزية)
- مارغو حداد على موقع قاعدة بيانات الأفلام العربية